# Irena Brežná
Irena Brežná (Pozsony, 1950. február 26. –) szlovák-svájci író, újságíró és emberi jogi aktivista, aki német nyelven ír.

## Fiatalkora és tanulmányai
Irena Brežná 1950. február 26-án született Pozsonyban, Trencsénben nőtt fel. Szüleit a kommunista csehszlovák hatóságok elnyomták, édesanyja egy évet töltött börtönben, miután sikertelenül megpróbált Svédországba szökni, édesapját – aki ügyvéd volt – pedig eltiltották attól, hogy a szakmájában dolgozzon. Családja végül 1968-ban Svájcba emigrált. 1975-ben Brežná pszichológiát, filozófiát és szlavisztikát kezdett tanulni a Bázeli Egyetemen. Pszichológusként dolgozott, és oroszról németre fordított.

## Pályája
A hidegháború alatt Brežná a BBC rádió, a Deutsche Welle és a Szabad Európa Rádió szlovákiai részlegének rádiótudósítójaként dolgozott. Aktívan részt vett az Amnesty International munkájában is, humanitárius és női jogi kérdésekre összpontosítva Guineában és Csecsenföldön. Az 1980-as évek óta rendszeresen publikál a német és svájci sajtóban, többek között a Die Zeit, a Tages-Anzeiger, a Neue Zürcher Zeitung, a Basler Zeitung és a Süddeutsche Zeitung hasábjain. Az 1990-es években kezdett rendszeresen Szlovákiába járni, és egy szlovák magazin, az Aspekt munkatársa lett.
Brežná németül ír. Műveiben gyakran foglalkozik az elidegenedés és az igazságtalanság témájával. 1989-ben debütált egy antirasszista gyermekkönyvvel, amelyet Alpha Oumar Barryvel közösen írt Biro & Barbara címmel. Die Beste aller Welten (2008) című önéletrajzi műve a svájci bestsellerlisták élén szerepelt.
Brežná 2012-ben Die undankbare Fremde című regényéért Svájci Irodalmi Díjjal tüntették ki. Elnyerte a szlovák Dominik Tatarka-díjat (2016) és a Hermann Kesten-díjat (2021) is. Újságírói munkájáért Emma-Journalistinnen-Preis, Theodor Wolff-díj és Zürchi Újságíródíj járt. 2022-ben megkapta a szlovák állami kitüntetést, a Pribina-keresztet (2. osztály). 2024-ben a száműzetésben lévő csecsen kormány Csecsenföld támogatásáért a Barátság Rendjével tüntette ki.
Brežná Bázelben él.

## Művei
- So kam ich unter die Schweizer, Slowakische Fragmente (1986)
- Die Schuppenhaut (1989)
- Karibischer Ball (1991)
- Biro und Barbara, Kinderbuch (1989)
- Falsche Mythen. Reportagen aus Mittel- und Osteuropa nach der Wende (1996)
- Die Wölfinnen von Sernowodsk. Reportagen aus Tschetschenien (1997)
- Die Sammlerin der Seelen. Unterwegs in meinem Europa (2003)
- Die beste aller Welten, Roman (2008)

Szlovákiában megjelent könyvkiadványok (kivéve a folyóiratszövegeket):
- BREŽNÁ, Irena. Psoriáza, moja láska. ford.: Beáta Takáčová. Pozsony : Archa, 1992. 120 s. ISBN 80-7115-037-1
- BREŽNÁ, Irena. Tekutý Fetiš. ford.: Jana Cviková. Bratislava: ASPEKT, 2005. 313 s. ISBN 80-85549-38-7
- BREŽNÁ, Irena. Na slepačích krídlach. ford.: Jana Cviková. Bratislava : ASPEKT, 2008. 218 s. ISBN 978-80-85549-70-6
- BREŽNÁ, Irena. Nevďačná cudzin(k)a. ford.: Jana Cviková. Bratislava : ASPEKT, 2014. 160 s. ISBN 978-80-8151-027-4
- BREŽNÁ, Irena. Vlčice zo Sernovodska Zsolna : Vydavateľstvo Absynt, 2016. 168 s. ISBN 978-80-89845-67-5
- BREŽNÁ, Irena. Postrehy emigrantky. ford.: Jana Cviková, Nikoleta Račková. Bratislava : ASPEKT, 2018. 234 s. ISBN 978-80-8151-061-8

## Magyarul megjelent művei
- A hálátlan idegen (Die undankbare Fremde) – Anima, 2018 · ISBN 9788097271923 · fordította: Vályi Horváth Erika
- Minden világok legjobbika (Die beste aller Welten) – Phoenix Library, Pozsony, 2022 · ISBN 9788089748617 · fordította: Vályi Horváth Erika

## Fordítás
- Ez a szócikk részben vagy egészben  az   Irena Brežná című angol Wikipédia-szócikk fordításán alapul.  Az eredeti cikk szerkesztőit annak laptörténete sorolja fel. Ez a jelzés csupán a megfogalmazás eredetét és a szerzői jogokat jelzi, nem szolgál a cikkben szereplő információk forrásmegjelöléseként.